# Andonectes gregarius
Andonectes gregarius är en skalbaggsart som beskrevs av García 2002. Andonectes gregarius ingår i släktet Andonectes och familjen dykare. Inga underarter finns listade i Catalogue of Life.